# إصابة بعيار ناري
الإصابة بعيار ناري (الجرح الناجم عن أعيرة نارية)، والمعروف أيضا باسم الصدمة البالستية، هو شكل من أشكال الصدمة الجسدية الناتجة عن إطلاق الأسلحة أو الذخائر. أكثر أشكال الصدمة الباليستية انتشارًا تعتمد على الأسلحة النارية المستخدمة في النزاعات المسلحة والرياضة المدنية والملاهي الترفيهية والنشاط الإجرامي. تعتمد الإصابة على السلاح الناري والرصاصة والسرعة ونقطة الدخول والمسار. يمكن يتباين العلاج ما بين الملاحظة والعناية بالجروح الموضعية إلى التدخل الجراحي العاجل.

## الأعراض والعلامات
تختلف الصدمة الناتجة عن الإصابة بعيار ناري على نطاق واسع اعتمادًا على الرصاصة والسرعة ونقطة الدخول والمسار وتشريح الجزء المتأثر. يمكن أن تكون الجروح الناتجة عن طلقات نارية مدمرة بشكل خاص مقارنة بالإصابات الأخرى المخترقة للجسم وذلك لأن مسار وتشظّي الرصاصة قد يكون غير متوقع بعد الدخول. بالإضافة إلى ذلك، عادةً ما تتضمن الجروح الناتجة عن طلقات نارية درجة كبيرة من تمزق وإتلاف الأنسجة المجاورة تبعا لتصنيف الآثار الجسدية الناتجة عن القذيفة وعلاقتها بسرعة الرصاصة.
عادة ما يكون التأثير التدميري الأولي للإصابة الناتجة عن أعيرة نارية هو النزيف الحاد، مرتبطا باحتمالية حدوث صدمة بسبب نقص حجم الدم، وهي حالة تتميز بعدم توصيل الأكسجين بشكل كافي إلى الأعضاء الحيوية. في حالة صدمة نقص حجم الدم بسبب جرح، فإن هذا العجز عن توصيل الأكسجين الكافي يرجع إلى فقدان الدم، لأن الدم هو وسيلة توصيل الأكسجين إلى الأجزاء المكونة للجسم. يمكن أن تحدث تأثيرات مدمرة عندما تضرب الرصاصة عضو حيوي مثل القلب والرئتين أو الكبد أو تتلف أحد مكونات الجهاز العصبي المركزي مثل الحبل الشوكي أو الدماغ.
تشمل الأسباب الشائعة للوفاة عقب الإصابة بطلق ناري: النزيف ونقص الأكسجين الناتج عن استرواح الصدر والإصابة الفادحة للقلب والأوعية الدموية الكبيرة، وحدوث تلف للدماغ أو الجهاز العصبي المركزي. غالبًا ما يكون للجروح الناجمة عن الطلقات النارية غير المميتة تأثيرات عنيفة وطويلة الأمد، وعادة ما تكون نوعًا من التشوه الكبير و / أو الإعاقة الدائمة.

## تصنيف
تصنف الإصابات الناتجة عن الطلق الناري وفقا لسرعة القذيفة:
- السرعة المنخفضة: <1,100 قدم / ثانية (340 م / ث)
- السرعة المتوسطة: 1,100 قدم / ثانية (340 م / ث) إلى 2000 قدم / ثانية (610 م / ث)
- عالية السرعة:> 2000 قدم / ثانية (610 م / ث)

بصفة عامة تكون سرعة رصاصات المسدسات أقل من 1000 قدم / ثانية (300 م / ث)، بينما الرصاص المنطلق من البنادق يتجاوز 2500 قدم / ثانية (760 م / ث). عادة ما يستخدم الجيش الأمريكي رصاصة عيار 5.56 ملم، وهي رصاصة ذات كتلة منخفضة نسبيًا مقارنةً بالرصاصات الأخرى. ومع ذلك فإن سرعة هذه الرصاصة تكون سريعة نسبيا. وكنتيجة لذلك فإنها تنتج كمية أكبر من الطاقة الحركية، والتي تنتقل إلى أنسجة الهدف. سرعة الفوهة لا تحتسب تأثير السحب الديناميكي الهوائي على انطلاق الرصاصة من أجل سهولة المقارنة.

## الفيزياء
ترتبط درجة تمزق الأنسجة الذي تسببه القذيفة بالتجويف الذي تصنعه القذيفة أثناء مرورها عبر النسيج. سوف يكون للرصاصة ذات الطاقة الكافية تأثير تجويفي بالإضافة إلى إصابة مسار الاختراق. بينما تمر الرصاصة عبر النسيج، بحيث تَسحَق في البداية ثم تُمزِق، فإنها تخلف مساحة تشكل تجويفًا. هذا ما يسمى التجويف الدائم. الرصاص ذو السرعة الأعلى ينتج موجة ضغط تدفع بالأنسجة بعيدا، وهو ما ينتج عنه ليس فقط تجويفًا دائمًا بحجم عيار الرصاصة ولكن أيضًا تجويفًا مؤقتًا أو تجويفًا ثانويًا، والذي يكون في كثير من الأحيان أكبر من الرصاصة نفسها بعدة مرات. التجويف المؤقت هو التمدد المتشعب للأنسجة حول مسار جرح الرصاصة، والذي يترك فراغًا مؤقتًا بسبب الضغوط العالية التي تحيط بالقذيفة والتي تزيد سرعة المواد بعيدًا عن مسارها. بدوره، يرتبط مدى التجويف بالخصائص التالية للقذيفة:
الطاقة الحركية: KE = 1 / 2mv2 2 (حيث m هي الكتلة و v هي السرعة). هذا القانون يساعد على تفسير لماذا تسبب الجروح التي تنتجها القذائف ذات الكتلة الأعلى و / أو السرعة الأعلى إتلافا أكبر للأنسجة من القذائف ذات الكتلة والسرعة المنخفضة. سرعة الرصاصة هي العامل الأكثر أهمية في إصابة الأنسجة. على الرغم من أن كلا من الكتلة والسرعة يساهمان في الطاقة الإجمالية للقذيفة، فإن الطاقة تتناسب مع الكتلة في حين أنها تتناسب مع مربع سرعتها. ونتيجة لذلك، من أجل سرعة ثابتة، إذا تضاعفت الكتلة تضاعفت الطاقة؛ بينما إذا تضاعفت سرعة الرصاصة فستزيد الطاقة أربع أضعاف. تعتمد السرعة الأولية للرصاصة بشكل كبير على السلاح الناري المستخدم. يستخدم الجيش الأمريكي عادةً رصاصة عيار 5.56 ملم، وهي ذات كتلة منخفضة نسبيًا مقارنةً بالرصاصات الأخرى. ومع ذلك، فإن سرعة هذه الرصاصة سريعة نسبيا. نتيجة لذلك، فإنها تنتج كمية أكبر من الطاقة الحركية، والتي تنتقل بدورها إلى أنسجة الهدف. حجم التجويف المؤقت يتناسب تقريبًا مع الطاقة الحركية للرصاصة ويعتمد على مقاومة الأنسجة للضغط. تستخدم طاقة الفوهة، والتي تعتمد على سرعة الفوهة، في كثير من الأحيان من أجل تسهيل المقارنة.
سوف تنطلق رصاصة مسدس ياو "Yaw Handgun" بشكل عام في خط مستقيم نسبيًا أو ستأخذ منحنى واحد إذا اصطدمت بإحدى العظام. عند حركتها عبر الأنسجة العميقة، قد تصبح الطلقات عالية الطاقة غير مستقرة لأنها تتباطأ، وقد تتقهقر (درجة الصوت والانحراف) بينما يتم امتصاص طاقة القذيفة، مسببة تمدد وتمزيق الأنسجة المحيطة.
التفتت بشكل شائع، لا تتفتت الرصاصات، والضرر الثانوي الناتج من شظايا العظام المحطمة يكون أكثر تعقيدا من ضرر شظايا الرصاص.

## تدابير علاجية

### عمل شامل
يتم التعامل المبدأي مع حالة الإصابة بطلق ناري بنفس الطريقة كأي حالة صدمة حادة. يتم إجراء أول خطوة سريعة للشخص باستخدام بروتوكول دعم الحياة المتقدم (ATLS) بهدف التأكد من أن معظم الوظائف الحيوية سليمة. وتشمل هذه الخطوات:
أ) مجرى الهواء - تقييم وحماية مجرى الهواء والفقرة العنقية
ب) التنفس - الحفاظ على التنفس وتوصيل الأكسجين بشكل كافي
ج) الدورة الدموية - تقييم النزيف والتحكم به للحفاظ على الإمداد الدموي للأعضاء بما في ذلك التقييم المركّز مع التصوير فوق الصوتي للصدمة (FAST)
د) الإعاقة - إجراء الفحوصات العصبية الأساسية بما في ذلك مقياس غلاسكو للغيبوبة
هـ) الكشف - يُكشف الجسم بالكامل ويُبحث عن أي إصابات لم تُكتشف بعد، ونقاط الدخول، ونقاط الخروج مع الحفاظ على درجة حرارة الجسم في نفس الوقت.
بناء على مدى الإصابة، يمكن أن تتفاوت التدابير العلاجية من التدخل الجراحي العاجل إلى الملاحظة. على هذا النحو، فإن أي معلومات مروية من موقع الحادث مثل نوع البندقية، وإطلاق النار، واتجاه الإطلاق والمسافة، وفقدان الدم في الموقع، والعلامات الحيوية قبل الوصول إلى المستشفى يمكن أن تكون مفيدة للغاية في توجيه العلاج. يحتاج الأشخاص غير المستقرون مع علامات نزيف لا يمكن السيطرة عليها أثناء التقييم الأولي إلى الاستكشاف الجراحي الفوري في غرفة العمليات. خلاف ذلك، فإن بروتوكولات العلاج يتم توجيهها بشكل عام من خلال معرفة نقطة الدخول التشريحية والمسار المتوقع.

### العنق
الإصابة بعيار ناري في العنق يمكنه أن يكون خطيراً بشكل خاص وهذا بسبب العدد الكبير من التراكيب التشريحية الحيوية الموجودة في حيز صغير. يحتوي العنق على الحنجرة والقصبة الهوائية والبلعوم والمريء والأوعية الدموية (الشريان السباتي، وشريان تحت الترقوة، والشريان الفقري، والوريد الوداجي، والوريد العضدي الرأسي، والأوردة الفقارية وأوعية الغدة الدرقية)، وتشريح الجهاز العصبي (الحبل الشوكي والأعصاب القحفية والأعصاب المحيطية والجذع الوُدّي والضفيرة العضدية). وبالتالي فإن إصابة الرقبة بطلق ناري يمكن أن تؤدي إلى نزيف حاد، وتهتك في مجرى الهواء، وإصابة الجهاز العصبي.
يتضمن التقييم الأولي للإصابة بطلق ناري في الرقبة إجراء فحص غير سَبري لمعرفة ما إذا كانت الإصابة هي إصابة مخترقة للعنق، مصنفة على أساس انتهاك العضلة الجلدية للعنق (العضلة المبطحة)، فإذا كانت هذه العضلة سليمة، يعتبر الجرح سطحيًا ويتطلب رعاية موضعية للجرح فقط. وإذا كانت الإصابة مخترقة للعنق، فهذا يتطلب استشارة جراحية عاجلة بينما يتم العمل على الحالة. يجب الانتباه إلى أنه لا ينبغي استكشاف الجروح في موقع الحادث أو في قسم الطوارئ نظرا لخطر تدهور الجرح.
نظرًا للتقدم في مجال التصوير التشخيصي، انتقلت التدابير العلاجية لحالة الإصابة المخترقة للعنق من منهج عمل «قائم على المنطقة»، والذي يستخدم الموقع التشريحي للإصابة في توجيه القرارات، إلى منهج «اللا منطقة» والذي يستخدم خوارزمية قائمة على الأعراض. يستخدم أسلوب اللامنطقة نظام العلامات الصارمة والتصوير لتوجيه الخطوات التالية. تشمل العلامات الصارمة التهتك في مجرى الهواء، والصدمة اللا استجابية، وضعف النبضات، نزيف خارج عن السيطرة، وتجمع دموي متمدد، ولغط/ ارتعاش، هواء يتسرب من الجرح أو هواء ممتد تحت الجلد، وصرير / بحة في الصوت، ومشكلات عصبية.
```
في حالة وجود أي من هذه العلامات الصارمة، يجب أن يتم التدخل والإصلاح الجراحي على الفور جنبا إلى جنب مع السيطرة على مجرى الهواء والنزيف. إذا لم توجد علامات صارمة، يتلقى الشخص المصاب تصويرًا بالأشعة المقطعية متعدد الكواشف للحصول على تشخيص أفضل. قد يوجد ما يستدعي تصوير الأوعية الموجه أو الدخول بمنظار في مسار عالي الخطورة للطلق الناري. إذا كانت نتيجة 
الأشعة المقطعية
 إيجابية فهذا يستدعي التدخل الجراحي. أما إذا كانت سلبية، يمكن أن نضع المصاب تحت الملاحظة مع الرعاية الموضعية للجرح.
[
11
]
```

### الصدر
تتضمن التراكيب التشريحية الهامة في الصدر: جدار الصدر، والضلوع، والعمود الفقري، والحبل الشوكي، والحزم الوعائية العصبية بين الضلوع، والرئتين، والشعب الهوائية، والقلب، والشريان الأبهر، والأوعية الرئيسة، والمريء، والقناة الصدرية، والحجاب الحاجز. وبالتالي، يمكن قد يؤدي إطلاق النار على الصدر إلى نزيف حاد (الصدر الدموي)، وتهتك الجهاز التنفسي (استرواح الصدر، والصدر الدموي، ورضوض رئوية، وإصابة في رغامية قصبية)، وإصابة في القلب (داء التامور)، وإصابة المريء، وإصابة الجهاز العصبي.
يعد العمل المبدأي كما هو موضح في فقرة العمل الشامل _ أعلاه_ مهمًا بشكل خاص مع الإصابات الناتجة عن طلقات نارية في الصدر وذلك بسبب الخطورة العالية للإصابة المباشرة بالرئتين والقلب والأوعية الكبرى. هناك ملاحظات هامة فيما يخص العمل الأولي المتعلق بإصابات الصدر وهي كما يلي. في الأشخاص الذين يعانون من اندحاس التامور أو استرواح الصدر الضاغط، يجب تفريغ الصدر أو تقليل ضغطه إن أمكن قبل محاولة التنبيب الرغامي لأن التهوية بالضغط الإيجابي يمكن أن تسبب انخفاضا في ضغط الدم أو انهيار الجهاز الدوري. أولئك الذين يعانون من أعراض استرواح الصدر الضاغط (التنفس غير المتماثل، تدفق الدم غير المستقر، ضيق التنفس) يجب أن يتلقوا على الفور تنبيب الصدر (> 36 فرنش) أو تقليل الضغط بواسطة الإبرة إذا تأخر وضع أنبوبة الصدر.
```
يجب أن يتضمن «التقييم المركّز مع التصوير فوق الصوتي للصدمة» رؤى متسعة في الصدر لتقييم حالة تدمي التامور، واسترواح الصدر، وتدمي الصدر، والسائل البريتوني.
```

أولئك الذين يعانون من الاندحاس القلبي، أو النزيف الغير قابل للسيطرة، أو تسرب الهواء المستمر من أنبوب الصدر يحتاجون إلى الجراحة. يمكن اكتشاف الاندحاس القلبي عن طريق التقييم المركّز مع التصوير فوق الصوتي للصدمة (FAST). فقدان الدم الذي يستدعي الجراحة هو خروج 1-1.5 لتر من الدم في تصريف الأنبوب الصدري الفوري أو نزيف مستمر بمعدل 200-300 مل / ساعة. تسرب الهواء بشكل مستمر يقترح وجود إصابات رغامية قصبية والتي لن تلتئم بدون تدخل جراحي. اعتمادا على سوء حالة المصاب، وإذا كانت السكتة القلبية حديثة أو وشيكة، فقد يحتاج هذا المصاب إلى تدخل جراحي داخل قسم الطوارئ، والمعروف باسم «شق الصدر بقسم الطوارئ» (EDT).
رغم ذلك، ليس كل طلق ناري في الصدر يستدعي تدخل جراحي. يمكن ملاحظة الأشخاص الذين لا يعانون من أعراض ولديهم أشعة سينية طبيعية للصدر مع القيام بفحص متكرر وتصوير بعد 6 ساعات للتأكد من عدم حدوث استرواح الصدر أو تدمي الصدر المتأخر. إذا كان الشخص يعاني فقط من استرواح الصدر أو تدمي الصدر، فإن أنبوب الصدر عادة ما يكون كافيا للتعامل مع الحالة ما لم يكن هناك نزيف كبير الحجم أو تسرب هواء مستمر كما هو مذكور أعلاه. قد يكون التصوير الإضافي بعد إجراء الأشعة السينية الأولية على الصدر والأشعة فوق الصوتية مفيدًا في توجيه الخطوات التالية للحالات المستقرة. تشمل طرق التصوير الشائعة: الأشعة المقطعية على الصدر، وتخطيط صدى القلب الرسمي، وتصوير الأوعية، وتنظير المريء، وتصوير المرئ، وتنظير القصبات الهوائية اعتمادًا على العلامات والأعراض.

### البطن
التراكيب التشريحية الهامة في البطن تتضمن المعدة، والأمعاء الدقيقة، والقولون، والكبد، والطحال، والبنكرياس، والكلى، والعمود الفقري، والحجاب الحاجز، والشريان الأبهر الهابط، وغيرها من الأوعية والأعصاب البطنية. بناء على ذلك يمكن أن تؤدي إصابة البطن بطلق ناري إلى نزيف حاد، وتسريب محتويات الأمعاء، والتهاب الغشاء البريتوني، وتمزق الأعضاء، والتسريب التنفسي، والمشكلات العصبية.
أهم تقييم مبدأي لإصابة بطلق ناري في البطن هو ما إذا كان هناك نزيف غير قابل للسيطرة أو التهاب في الغشاء البريوتني أو تسريب محتويات الأمعاء. في حالة وجود أي من هذه المشكلات، يجب نقل الشخص المصاب على الفور إلى غرفة العمليات لاجراء عملية استكشاف بطني. إذا كان من الصعب تقييم أي من تلك المؤشرات لأن الشخص لا يستجيب أو غير متفاعل بشكل مفهوم، فإن التصرف في هذه الحالة متروك لتقدير الجراح فيما إذا كان يجب متابعة الاستكشاف البطني، أو تنظير البطن الاستكشافي، أو اللجوء إلى أدوات استقصائية بديلة.
على الرغم من أن جميع الأشخاص المصابين بطلق ناري في البطن كان يتم نقلهم إلى غرفة العمليات في الماضي، فقد تغيرت الممارسة في السنوات الأخيرة مع التقدم في التصوير إلى تدابير غير جراحية في حالة الأشخاص الأكثر استقرارًا. إذا كانت العلامات الحيوية للشخص مستقرة مع عدم الحاجة لتدخل جراحي فوري، فإنه يتم التصوير لتحديد مدى الإصابة. يمكن أن تساعد الموجات فوق الصوتية (FAST) والمساعدة في تحديد النزيف داخل البطن والأشعة السينية على تحديد مسار الرصاصة وتفتتها. ومع ذلك، فإن أفضل طريقة للتصوير هي التصوير المقطعي المتعدد عالي الدقة (MDCT) مع التباين الداخل ـ وريدي والفموي وأحيانًا تباين المستقيم. ستحدد شدة الإصابة الظاهرة بالتصوير ما إذا كان يتوجب على الجراح إجراء جراحة أو الاكتفاء بالملاحظة عن قرب.
أصبح الغسيل البريتوني التشخيصي مهجورًا إلى حد كبير مع التقدم في مجال التصوير المقطعي المتعدد (MDCT)، وصار استخدامه مقتصرا على المراكز التي لا تمتلك الأشعة المقطعية لتقييم الاحتياج العاجل لنقل المريض إلى غرفة العمليات.

### الأطراف
المكونات الأربعة الرئيسية للأطراف هي العظام والأوعية الدموية والأعصاب والأنسجة الرخوة. وبناء عليه يمكن أن تؤدي الإصابات الناتجة عن طلق ناري إلى نزيف شديد، وكسور، ومشاكل بالأعصاب، وإتلاف الأنسجة الرخوة. يتم استخدام حساب مانجلد لشدة الخطورة (MESS) لتصنيف شدة الإصابة وتقييم شدة الإصابة في الهيكل العظمي و / أو الأنسجة الرخوة، ونقص التروية في الأطراف، والصدمة، والعمر. اعتمادا على مدى الإصابة، يمكن أن تتباين تدابير العلاج من العناية بالجرح السطحي إلى بتر الطرف.
استقرار العلامات الحيوية وتقييم الأوعية الدموية هي أهم المؤشرات لتحديد كيفية التعامل مع إصابات الأطراف. كما هو الحال مع حالات الصدمة الأخرى، يحتاج أولئك الذين يعانون من نزيف لا يمكن السيطرة عليه إلى تدخل جراحي فوري. إذا لم يكن التدخل الجراحي متاحًا بشكل سريع وكان الضغط المباشر غير كافي للتحكم في النزيف، فيمكن استخدام العاصبة أو الربط المباشر للأوعية المرئية بشكل مؤقت لإبطاء النزيف النشط. يحتاج الأشخاص الذين يعانون من علامات قوية على إصابة الأوعية الدموية إلى تدخل جراحي فوري. تتضمن العلامات الصارمة: النزيف النشط، أو التجمع الدموي المتمدد أو النابض، أو اللغط/ الارتعاش، أو غياب النبض القاصي، أو علامات نقص التروية في الطرف.
بالنسبة للأشخاص المستقرين الذين لا يعانون من علامات صارمة للإصابة بالأوعية الدموية، يجب حساب مؤشر الطرف المصاب (IEI) عن طريق مقارنة ضغط الدم في الطرف المصاب معه في طرف غير المصاب من أجل مزيد من التقييم لاحتمالية إصابة الأوعية الدموية. إذا كان مؤشر الطرف المصاب أو العلامات الإكلينيكية تقترح وجود إصابة بالأوعية الدموية، فقد يخضع المصاب لعملية جراحية أو يتلقى مزيدًا من التصوير بما في ذلك التصوير المقطعي للأوعية أو التصوير الإشعاعي التقليدي للشرايين.
بالإضافة إلى التدابير العلاجية للأوعية الدموية، يجب أن يتم تقييم عظام المصاب والأنسجة الرخوة وإصابات الأعصاب. يمكن استخدام الأفلام العادية للكسور جنبا إلى جنب مع الأشعة المقطعية لتقييم حالة الأنسجة الرخوة. يجب أن يتم تنظيف الكسور وتثبيتها، وإصلاح الأعصاب متى أمكن ذلك، وتنظيف الأنسجة الرخوة وتغطيتها. قد تتطلب هذه العملية على الأغلب إجراءات متعددة بمرور الوقت على حسب شدة الإصابة.

## معدل الانتشار
أدى الهجوم بالأسلحة النارية إلى وفاة 173000 شخص على مستوى العالم في عام 2015، وعدد يصل إلى 128000 حالة وفاة في عام 1990. بالإضافة إلى ذلك، كانت هناك 32000 حالة قتل غير متعمد بسلاح ناري في عام 2015. As of 2016, the countries with the highest rates of gun violence per capita were El Salvador, Venezuela, and Guatemala with 40.3, 34.8, and 26.8 violent gun deaths per 100,000 people respectively. بالنظر إلى عام 2016، كانت أكثر البلاد ارتفاعا في معدلات العنف المسلح للفرد الواحد هي السلفادور وفنزويلا وغواتيمالا بنسبة 40.3 و 34.8 و 26.8 من الوفيات بسبب السلاح الناري لكل 100.000 شخص على التوالي. بينما كانت البلاد ذات المعدلات الأقل هي سنغافورة واليابان وكوريا الجنوبية بمعدل 0.03 و 0.04 و 0.05 حالة وفاة نتيجة العنف المسلح لكل 100.000 شخص على التوالي.
الولايات المتحدة الأمريكية
تحتل الولايات المتحدة الترتيب الحادي والثلاثين كأعلى معدل وفيات نتيجة العنف باستخدام سلاح ناري على مستوى العالم بنسبة تبلغ 3.85 حالة وفاة لكل 100.000 شخص في عام 2016. غالبية حالات الاغتيال والانتحار مرتبطة بالأسلحة النارية، وغالبية الوفيات المرتبطة بالأسلحة النارية ناتجة عن القتل والانتحار. مع ذلك، عند تصنيفها حسب الناتج المحلي الإجمالي، فإن الولايات المتحدة لديها معدل وفيات أعلى بكثير بسبب العنف المسلح مقارنة مع البلاد المتقدمة الأخرى، مع معدل وفيات ناتج عن الاعتداء المسلح بأكثر من عشرة أضعاف مقارنةً بأعلى أربعة دول تالية في إجمالي الناتج المحلي مجتمعة. الاعتداء بسلاح ناري هو ثالث أكثر سبب مكلف والشكل الرابع الأغلى ثمنا لدخول المستشفى في الولايات المتحدة.

## تاريخيًا
افترض هيرونيموس برونشفيج أن إصابة جروح الطلق الناري بالعدوى ناتجة عن التسمم بالبارود، مما أعطى سببا منطقيا لكيّ الجروح. كتب أمبرواز باريه في كتابه 1545 عن طريقة علاج الجروح التي تسببها القربينة والأسلحة النارية، أن هذه الجروح يجب أن تُعالج بالسد فضلا عن الكيّ. وجادل جون هنتر أن العدوى لم تكن بسبب التسمم.
حتى ثمانينيات القرن التاسع عشر، دعت الممارسة المعيارية للتعامل مع جروح الطلق الناري إلى قيام الأطباء بإدخال أصابعهم غير المعقمة بداخل الجرح لتتبع وتحديد مسار الرصاصة. تم فتح تجاويف البطن جراحيًا لتقطيب جروح الطلق الناري، ظهرت نظرية الجراثيم وتقنية جوزيف ليستر لجراحة تطهيرية باستخدام حمض الكاربوليك المخفف لأول مرة في عام 1865، ولم تكن مقبولة بعد لاستخدامها كممارسة قياسية. فعلى سبيل المثال، حضر ستة عشر طبيب إلى الرئيس جيمس جارفيلد بعد إطلاق النار عليه، وقام معظمهم بمعاينة الجرح بأصابعهم أو بأدوات غير معقمة. ويتفق المؤرخون على أن هناك عدوى فادحة كانت سببا هاما في وفاة جارفيلد.
في نفس الوقت تقريباً، في تومبستون، إقليم أريزونا، في 13 يوليو 1881، قام جورج إ. جودفيلو بإجراء أول عملية جراحية في البطن لعلاج جرح بطلق ناري.:M-9. قاد جودفيلو استخدام تقنيات معقمة في علاج جروح الطلق الناري، حيث غسل جرح الشخص المصاب ويديه كذلك بصابون قلوي أو بالويسكي. أصبح جودفيلو هو صاحب السلطة الرائدة في أمريكا في علاج الجروح الناتجة عن طلق ناري. وتم توثيقه كأول جراح مدني للصدمات الرضحية بالولايات المتحدة.
يعتبر الجراحون اليوم أن أي قذيفة بسرعة 330 م / ث تكون منخفضة أو دون سرعة الصوت، وكل الأسلحة الحديثة لها سرعات رصاص أعلى من ذلك بكثير. على النقيض من ذلك، فإن مسدسات القرن التاسع عشر مثل مسدس كولت الذي استُخدم خلال الحرب الأهلية الأمريكية تبلغ سرعة الفوهة لديه 230-260 م / ث فقط، في حين تبلغ السرعة الناتجة عن مسحوقها 167 م / ث أو أقل. العديد من هذه الأسلحة كانت لا تزال متداولة في أمريكا خلال ستينيات القرن التاسع عشر. على عكس الرصاصات ذات السرعة العالية اليوم، خلقت كرات القرن التاسع عشر تجويفا صغيرا أو شبه معدوم (صدمة موجات حركية تسبب تلفًا بالغًا للأنسجة)، وبكونها أبطأ في الحركة، كانت عرضة للهبوط في أماكن غير معتادة على خلاف مسارها المطلوب.
أدى اكتشاف فيلهلم رونتغن للأشعة السينية عام 1895 إلى استخدام الصور الشعاعية لتحديد موقع الرصاص داخل أجساد الجنود الجرحى.
ارتفعت معدلات البقاء على قيد الحياة بعد الإصابة بطلق ناري بين الجنود الأمريكان خلال حربي كوريا وفيتنام، ويرجع ذلك جزئيا إلى الإخلاء من الميدان باستخدام طائرات الهليكوبتر، إلى جانب التحسينات في وسائل الإنعاش والتطبيب في ساحة المعركة. شوهدت تحسينات مماثلة في التعامل الأمريكي مع الإصابات الرضحية أثناء حرب العراق. بعض ممارسات رعاية الإصابات العسكرية تم نشرها من قِبل المواطنين المجندين الذين عادوا إلى ممارسة الحياة المدنية. إحدى هذه الممارسات هي نقل حالات الصدمة الرضحية الكبرى إلى غرفة العمليات بأسرع ما يمكن، لوقف النزيف الداخلي. داخل الولايات المتحدة، ارتفع معدل البقاء على قيد الحياة بعد الإصابة بطلق ناري، مما أدى إلى انخفاض واضح في معدل الوفيات في الولايات التي لديها معدلات ثابتة من النقل إلى المستشفى في حالات الطلق الناري.

## البحث
توقف البحث في إصابات الطلق الناري بسبب نقص التمويل. الأبحاث الممولة من قبل الحكومة الفيدرالية حول إصابات الأسلحة النارية ومدى الاتنشار والعنف والوقاية منها ضئيلة. الضغط الذي يقوم به الاتحاد القومي للأسلحة، ولوبي السلاح، وبعض مالكي الأسلحة، والذين يعبرون عن مخاوفهم بشأن زيادة التحكم الحكومي في الحرية والسلاح، فعال للغاية في منع الأبحاث ذات الصلة.